# Eduardo Davidson
Eduardo Davidson (Baracoa, 30 de octubre de 1929 - 10 de junio de 1994) fue un músico y cantautor cubano.
Según el Dr. Cristóbal Díaz Ayala, su nombre verdadero era Claudio Cuza.
Nació y vivió su infancia y primera juventud en la ciudad de Baracoa (en la provincia de Guantánamo), en el suroeste de la isla. Escribía libretos de telenovelas, componía y bailaba, una especie de seguidor de su coterráneo Félix B. Caignet (en el Oriente de Cuba).
A finales de los años cuarenta se mudó a La Habana.
En 1957 se afianzó como compositor de canciones en la empresa discográfica Panart.
Al principio, Orlando Fundora ―hermano del flautista Melquiades Fundora, director de la orquesta La Sublime― le escribía las partes de piano y le hacía los arreglos para orquesta. De esa manera Davidson conoció la orquesta La Sublime.
Las primeras obras que se hicieron conocidas fueron Eleggua Inko (que interpretó Gina Martin) y Sabor de Cuba (grabada por la Orquesta Sublime).
En 1959 compuso la música de La pachanga, que grabó La Sublime; Rolando Fundora le añadió el rayado del güiro y un tumbao de las tumbadoras.

La pachanga ha llegado a esta ciudad para quedarse y volver locos a millares de personas que se han sentido atraídos por el ardiente ritmo. Lo que comenzó como un baile de locos hace menos de dos años se ha extendido por todos los centros nocturnos de la ciudad para contagiar a los amantes de la música brava. Ya no se oye decir «vamos a rumbear» o «a mambear se ha dicho». Ahora todo el mundo sale a la pachanguera.
Se baila en la fiesta familiar de El Barrio y Long Island. El Bronx y Manhattan, como también en los clubes nocturnos de la ciudad donde el más humilde hasta el más elegante van a gozar la pachanga.
José Torres Cindrón (crítico musical), en 1961.

En esa época compuso Lola Catula (pachanga) y La viuda del muerto (pachanga).
Cuando llegó el éxito del chachachá, Davidson compuso temas para la televisión cubana:
Yo siempre arriba,
Sobando el son,
Azúcar saláa.
Compuso también música para telenovelas:
Ayúdame Dios mío y
El batey de las pasiones.
A mediados de 1961 viajó a Nueva York, donde en 1962 logró imponer otro ritmo llamado bimbí (mezcla de afro con samba brasileña).
En 1967 creó otro ritmo llamado «le frisón», pero no tuvo éxito.
En 1968 publicó el disco Le chien (‘el perro’), con canciones en francés.
Falleció olvidado en Nueva York, en 1994, a los 64 años.